# 罗贝尔特·菲佐
罗贝尔特·菲佐（發音：[ˈrɔbert ˈfitsɔ]；1964年9月15日—），斯洛伐克政治家，現任斯洛伐克總理。他已担任斯洛伐克总理四次，国民议会议员二十余年，也是方向－社會民主黨的创始人。

## 政治生涯
菲佐在大学毕业后工作于斯洛伐克国家科学院和法律研究所。1986年，他加入捷克斯洛伐克共产党。
1989年发生天鹅绒革命，捷克斯洛伐克的共产党政权因此垮台。此后菲佐加入斯洛伐克共产党演变而来的民主左派党（SDL）。
1999年，菲佐离开民主左派党，并创立新党派方向－社會民主黨（SMER），该党走第三條道路，作为一个反对派政治家，他经常批评米库拉什·祖林达領導的右翼政府的改革。

### 2006年首次執政：联合政府
菲佐領導的方向－社会民主党在2006年选举中赢得29.1%选票，選舉過后，社会民主党与弗拉基米尔·梅恰尔领导的中間派人民党－民主斯洛伐克运动（HZDS）和扬·斯洛塔领导的的斯洛伐克民族黨（SNS）组成了联合政府。方向党与極右派民族主义的斯洛伐克民族党组成联盟，因此遭到欧洲社会党（PES）停权处分。欧洲社会党主席波爾·尼魯普·拉斯穆森表示“我们大多数成员坚持着我们的价值观，与极端右派组成联盟无法接受”。然而在2008年2月底PES大会有条件恢复方向党加入，并签署文件，承诺尊重少数人的权利。
菲科强烈反对美国在捷克和波兰的军事基地建设新的反弹道导弹和雷达系统的计划，他上任后宣佈从伊拉克撤出斯洛伐克的军队。他認為美國發動的伊拉克战争是“不公正和错误的”。

### 2010年大选：短暫下野
方向－社会民主党在2010年斯洛伐克国民议会选举中继续蝉联第一大党宝座，并领先第二大党民主与基督教联盟－民主党，后者仅得到28席。然而，由于他的联盟伙伴人民党－民主斯洛伐克运动失去了所有席位，斯洛伐克民族黨的席位由20席减为9席，因此执政联盟失去了26个席位，这导致菲佐很难再组织内阁。6月14日，加什帕罗维奇总统邀请菲佐组阁，但23日菲佐表示，自己已经无法组织内阁，故将组阁权交给了反对党领导人伊薇塔·拉迪乔娃。四个中间偏右反对党－斯洛伐克民主与基督教联盟－民主党、自由与团结党、基督教民主运动、桥党筹组新政府。菲佐选择辞职。他说，他尊重选举结果。2012年，菲佐推動社民黨向聯合政府提出不信任動議，獲得通過，提前大選。

### 2012年大选：多數政府
2012年3月12日的大選，菲佐领导的方向－社会民主党获得44.4%的选票，成为国民议会第一大党，并拿下绝对多数的83个席位（全部150个席位）。菲佐組建自1993年斯洛伐克獨立以來首個多數黨政府。
2013年12月，菲佐宣布代表社民黨參選2014年的總統選舉。在2014年3月举行的总统选举中，败于独立人士安德雷·基斯卡。
2016年3月6日，菲佐领导的左翼执政党斯洛伐克方向党在新一届国民议会选举中获胜，但得票率低于上次选举，只有28%，菲佐在选举后坦言，方向党“有责任组建一个有意义且稳定的政府”，但选举结果“相当复杂……（组阁）并不容易”。最终他第三次当选斯洛伐克总理。
2016年5月，菲佐表示斯洛伐克不會接納穆斯林移民。

### 2018年：宣布辞职
2018年2月25日，斯洛伐克一名记者与其未婚妻被发现在家中遭枪击身亡，警方怀疑这名记者是因为调查斯洛伐克政治人物与“黑手党”的联系而遭毒手。该案持续发酵，导致斯洛伐克政坛震荡，文化部长、内务部长在两周内相继辞职。
3月15日，罗伯特·菲佐向总统基斯卡递交辞呈，宣布辞去总理职务。基斯卡委托副总理彼得·佩列格里尼组建新政府，新政府于3月22日正式成立。

### 在野期
菲佐曾经严厉批评斯洛伐克向乌克兰提供S-300防空导弹和米格29战斗机，并对梵蒂冈、中国和巴西等国的态度较为欣赏。

### 2023年大選
費佐領導的方向党在大選民調領先，費佐立場親俄羅斯，反對執政黨政府支援烏克蘭的政策。最终菲佐带领方向党赢得了本次议会选举的胜利，得票率为22.94%；由于未能取得半数以上席位，方向党需要与其他政党组成联合内阁。他在胜选后再次明确表示，斯洛伐克本国面临的问题比乌克兰严峻得多，他会停止向乌克兰供应武器，仅保留人道主义援助，并尽力启动和谈。他還認為亞速營是一個法西斯組織。費佐還支持欧尔班政府領導下的匈牙利，他支持欧尔班在俄乌战争上的立場。2024年1月，費佐表示“乌克兰不是一个独立的主权国家”，并表示结束俄烏戰爭的唯一方法是乌克兰讓出部分土地給俄羅斯。

### 槍擊
2024年5月15日，菲佐在汉德洛瓦的一个文化中心外对公眾演講时遭到枪击並受伤，情况危急。兇手是一名71歲男子。

## 個人生活
菲佐於1964年出生於斯洛伐克西部城市托波爾恰尼，父亲是一名叉车操作员，母亲在一家鞋店工作，他还有两个兄弟姐妹。
菲佐与妻子斯韦特兰娜·菲佐娃（Svetlana Ficová）育有一子。